# Ravedeath, 1972
Ravedeath, 1972 je šesté studiové album kanadského hudebníka Tima Heckera. Vydáno bylo dne 14. února 2011 nezávislou společností Kranky. Hudbu, která byla později pro album nahrána, Hecker složil v roce 2010 ve městech Montréal a Banff. Naprostá většina alba byla nahrána dne 21. července 2010 v kostele v Reykjavíku. Hecker zde své skladby nahrál na varhany, přičemž později doplnil ještě klavír a kytaru. Hecker desku dokončil po návratu do Montréalu. Na obalu alba je fotografie, na níž jsou zachyceni studenti, kteří shazují klavír ze střechy budovy.

## Seznam skladeb
Autorem všech skladeb je Tim Hecker.
| Pořadí | Název                  | Délka |
| ------ | ---------------------- | ----- |
| 1.     | The Piano Drop         | 2:54  |
| 2.     | In the Fog I           | 4:52  |
| 3.     | In the Fog II          | 6:01  |
| 4.     | In the Fog III         | 5:01  |
| 5.     | No Drums               | 3:24  |
| 6.     | Hatred of Music I      | 6:11  |
| 7.     | Hatred of Music II     | 4:22  |
| 8.     | Analog Paralysis, 1978 | 3:52  |
| 9.     | Studio Suicide, 1980   | 3:25  |
| 10.    | In the Air I           | 4:12  |
| 11.    | In the Air II          | 4:08  |
| 12.    | In the Air III         | 4:02  |